# Gimnàstica als Jocs Olímpics d'estiu de 1924 - salt sobre cavall lateral
La competició del salt sobre cavall lateral va ser una de les nou proves de gimnàstica artística que es van disputar als Jocs Olímpics de París de 1924. La prova es disputà entre el 17 i el 20 de juliol de 1924 i hi van prendre part 70 gimnastes de 9 nacions diferents. La competició es va celebrar a l'Estadi Olímpic Yves-du-Manoir.

## Medallistes
| Or                  | Plata                                     | Bronze |
| Albert Séguin (FRA) | Jean Gounot (FRA) François Gangloff (FRA) |        |

## Resultats
| Pos.  | Atleta              | Nació          | Puntuació |
| ----- | ------------------- | -------------- | --------- |
| Or    | Albert Séguin       | França         | 10,000    |
| Plata | Jean Gounot         | França         | 9,930     |
| Plata | François Gangloff   | França         | 9,930     |
| 4     | Stane Hlastan       | Iugoslàvia     | 9,860     |
| 5     | Stane Derganc       | Iugoslàvia     | 9,850     |
| 6     | Bedřich Šupčík      | Txecoslovàquia | 9,830     |
| 6     | Ladislav Vácha      | Txecoslovàquia | 9,830     |
| 8     | Robert Pražák       | Txecoslovàquia | 9,800     |
| 8     | Frank Kriz          | Estats Units   | 9,800     |
| 8     | Eugène Cordonnier   | França         | 9,800     |
| 8     | Mathias Erang       | Luxemburg      | 9,800     |
| 12    | Miroslav Klinger    | Txecoslovàquia | 9,750     |
| 12    | Jan Koutný          | Txecoslovàquia | 9,750     |
| 14    | André Higelin       | França         | 9,700     |
| 15    | Max Wandrer         | Estats Units   | 9,650     |
| 16    | Charles Quaino      | Luxemburg      | 9,620     |
| 17    | Leon Štukelj        | Iugoslàvia     | 9,600     |
| 18    | Joseph Huber        | França         | 9,570     |
| 19    | Janez Porenta       | Iugoslàvia     | 9,516     |
| 20    | Al Jochim           | Estats Units   | 9,510     |
| 21    | Léon Delsarte       | França         | 9,500     |
| 21    | Ferdinando Mandrini | Itàlia         | 9,500     |
| 23    | Bohumil Mořkovský   | Txecoslovàquia | 9,450     |
| 24    | Giorgio Zampori     | Itàlia         | 9,420     |
| 25    | Stanley Leigh       | Regne Unit     | 9,410     |
| 26    | Curtis Rottman      | Estats Units   | 9,260     |
| 26    | John Mais           | Estats Units   | 9,260     |
| 28    | Vittorio Lucchetti  | Itàlia         | 9,200     |
| 29    | Hans Grieder        | Suïssa         | 9,170     |
| 30    | Luigi Cambiaso      | Itàlia         | 9,150     |
| 31    | Thomas Hopkins      | Regne Unit     | 9,130     |
| 32    | Mario Lertora       | Itàlia         | 9,110     |
| 33    | Henry Finchett      | Regne Unit     | 9,080     |
| 34    | Josef Wilhelm       | Suïssa         | 9,060     |
| 34    | Stane Žilič         | Iugoslàvia     | 9,060     |
| 36    | Giuseppe Paris      | Itàlia         | 9,030     |
| 37    | Arthur Hermann      | França         | 9,000     |
| 38    | Mihael Oswald       | Iugoslàvia     | 8,930     |
| 39    | Otto Pfister        | Suïssa         | 8,860     |
| 40    | Théo Jeitz          | Luxemburg      | 8,830     |
| 41    | John Pearson        | Estats Units   | 8,710     |
| 42    | Georges Miez        | Suïssa         | 8,700     |
| 43    | Émile Munhofen      | Luxemburg      | 8,680     |
| 44    | Francesco Martino   | Itàlia         | 8,580     |
| 45    | Josip Primožič      | Iugoslàvia     | 8,550     |
| 46    | Jean Gutweninger    | Suïssa         | 8,500     |
| 46    | Eevert Kerttula     | Finlàndia      | 8,500     |
| 48    | August Güttinger    | Suïssa         | 8,410     |
| 49    | Rudolph Novak       | Estats Units   | 8,400     |
| 50    | Luigi Maiocco       | Itàlia         | 8,330     |
| 50    | Otto Suhonen        | Finlàndia      | 8,330     |
| 50    | Albert Neumann      | Luxemburg      | 8,330     |
| 50    | Jacques Palzer      | Luxemburg      | 8,330     |
| 54    | Edward Leigh        | Regne Unit     | 8,170     |
| 54    | Samuel Humphreys    | Regne Unit     | 8,170     |
| 56    | Pierre Tolar        | Luxemburg      | 8,080     |
| 57    | Mikko Hämäläinen    | Finlàndia      | 8,000     |
| 58    | Rastko Poljšak      | Iugoslàvia     | 7,960     |
| 59    | Harold Brown        | Regne Unit     | 7,830     |
| 59    | Frank Hawkins       | Regne Unit     | 7,830     |
| 59    | Väinö Karonen       | Finlàndia      | 7,830     |
| 62    | Antoine Rebetez     | Suïssa         | 7,800     |
| 63    | Carl Widmer         | Suïssa         | 7,660     |
| 64    | Eetu Kostamo        | Finlàndia      | 7,600     |
| 65    | Albert Spencer      | Regne Unit     | 7,500     |
| 66    | Aarne Roine         | Finlàndia      | 7,430     |
| 67    | Mathias Weishaupt   | Luxemburg      | 7,330     |
| 68    | Jaakko Kunnas       | Finlàndia      | 7,270     |
| 69    | Akseli Roine        | Finlàndia      | 6,870     |
| 70    | Frank Safandra      | Estats Units   | 3,000     |